# Біркенбойль
Біркенбойль (нім. Birkenbeul) — громада в Німеччині, розташована в землі Рейнланд-Пфальц. Входить до складу району Альтенкірхен. Складова частина об'єднання громад Гамм (Зіг).
Площа — 4,76 км2. Населення становить 426 ос. (станом на 31 грудня 2020).